# 聖地亞哥·阿里亞斯
聖地亞哥·阿里亞斯·纳兰霍（西班牙語：Santiago Arias Naranjo，發音：[sanˈtjaɣo ˈaɾjas]；1992年1月13日—）是哥倫比亞的一位足球員，在場上司職右閘。目前效力於美國職業足球大聯盟球隊FC辛辛那提。
2011年，阿里亚斯从伊基達转会来到了士砵亭 ，两年后，他以67万欧元的价格从士砵亭加盟了PSV燕豪芬，在之后的5个赛季，哥伦比亚国脚跟随球队赢得了3次荷甲联赛和2次荷兰超级杯的冠军。阿里亚斯在2017/18的荷甲联赛出场了30次，打进3球，并送出6次助攻，他当选了17/18赛季荷甲的最佳球员。他也入選賽季最佳陣容。2018年7月31日，宣布轉會西甲勁旅馬德里競技,轉會費1100萬歐元。2020年感染2019冠狀病毒病。

## 榮譽

### 球會
PSV燕豪芬
- 荷甲: 2014–15冠軍, 2015–16冠軍, 2016–17冠軍

馬德里競技
- 歐洲超級盃: 2018冠軍

## 註腳
1. ↑  . eurosport. 31 June 2018  [31 June 2018]. （原始内容存档于2018-08-01）.
2. ↑  .   [2020-09-16]. （原始内容存档于2021-11-17）.

## 外部連結
- Voetbal International profile （页面存档备份，存于） （荷兰文）
- Santiago Ariasat TheFinalBall.com